# Gliese 33
Gliese 33 is een hoofdreeksster van het type K2.5V, gelegen in het sterrenbeeld Vissen op 24,25 lichtjaar van de Zon. De ster heeft een baansnelheid rond het galactisch centrum van 49,3 km/s.